# Đorđe Jovančić
Đorđe Jovančić (Sarajevo, 9. avgust 1992) srpski je muzičar, kompozitor, akordeonista i pjevač iz Istočnog Sarajeva.

## Biografija[1]
Đorđe se veoma rano počeo baviti muzikom, sviranjem harmonike i pjevanjem a kasnije i kompozitorskim radom. Svoju muzičku karijeru započeo je učešćem na dječjem Đurđevdanskom festivalu 2001. godine u Banjoj Luci.
Osnovnu školu i Nižu muzičku školu završio je u Istočnom Sarajevu 2007. godine. Iste godine je upisao Srednju muzičku školu, takođe u I. Sarajevu i pohađao je do 2011. godine kada je maturirao na odsjeku: muzički izvođač — harmonikaš. Svira harmoniku deset godina. Pored završenog osnovnog i srednjeg muzičkog obrazovanja, pohađao je i časove solo pjevanja. Završio je dva visoka nivoa kursa „Estill voice models“ kod profesorkeAnne-Marie Speed sa Kraljevske muzičke akademije u Londonu. Trenutno je student druge godine dodiplomskih studija na Muzičkoj akademiji u Sarajevu, na odsjeku za kompoziciju u klasi profesora doc. mr Ališera Sijarića.
Kada je otkrio svoju sklonost ka komponovanju prvo je pisao dječje pjesme. Velika ljubav prema djeci i dječjim pjesmama i danas je prisutna. Đorđe je autor mnogobrojnih pjesma za djecu od kojih su neke pobjedničke pjesme festivala dječje muzike. I sam je bio član stručnog žirija dječjih festivala. U slobodno vrijeme komponuje i piše pjesme estradne muzike, kako za sebe tako i za druge izvođače. Ostvario je zapažene rezultate i iza sebe ostavio par pobjeda na muzičkim festivalima popularne muzike kao kantautor. Jedna od Đorđevih najdražih nagrada, kako sam često izjavljuje, jeste Grand Prix za kompoziciju "Pogled u oči" i nagradu za najboljeg interpretatora na festivalu "Prvi aplauz" u Banjoj Luci 2008. godine.
Akademskom kompozicijom se bavi od 2007. godine i njegov rad je najviše usmjeren u tom pravcu. Aktivan je mladi kompozitor umjetničke (akademske) muzike. U junu 2010. godine, u Sarajevu, održao je koncert i promociju svojih djela umjetničke muzike. To je bio Đorđev prvi takav koncert. Uspješna saradnja ostvarena je sa nekoliko profesora sa Muzičke akademije u Sarajevu i I. Sarajevu, te profesora iz osnovne i srednje muzičke škole koji su izvodili njegove kompozicije pisane za harmoniku, klavir, flautu, solo glas i hor. Đorđev dosadašnji stvaralački opus umjetničke muzike sačinjen je od djela instrumentalne (djela za solo instrumente, kamerna i orkestarska djela), vokalne (horska djela), i vokalno-instrumentalne (solo pjesme) muzike. Djela su mu izvođena na koncertima u Bosni i Hercegovini, Srbiji, Crnoj Gori, Hrvatskoj, Italiji, Bjelorusiji i Americi (Carnegie Hall, NYC)
U januaru 2011, u I. Sarajevu premijerno je odigran prvi srpski etnomjuzikl „Toplik“ čiji je Đorđe autor. Đorđe je radio oko pola godine na stvaranju ovog muzičko-scenskog djela za koje potpisuje muziku, scenario i režiju. Toplik je od strane muzičkih kritičara, novinara, kao i same publike komentarisan za djelo koje je od velikog značaju za kulturni život, ne samo grada I. Sarajeva, nego i Republike Srpske. U junu mjesecu iste godine, etnomjuzikl je prenesen na trajni nosač zvuka i slike (DVD) u izdavaštvu Radio–televizije Istočno Sarajevo i našao se u prodaji. To je Đorđev prvi objavljeni disk.
Od 2011. godine u Istočnom Sarajevu organizuje se kulturna manifestacija „Vaskršnje svečanosti“ za koju je Đorđe umjetnički direktor. Povodom najradosnijeg hrišćanskog praznika — Božića, u 2012. godini Đorđe je priredio „Veliki Božićni koncert“. Uradio je vokalne i orkestarske aranžmane za poznate praznične pravoslavne duhovne melodije i predstavio ih javnosti u novom svijetlu. U saradnji sa sopranom, mr Klaudijom Krkotić, izveo je pomenute kompozicije.
U julu 2012. godine Đorđe je bio predstavnik Bosne i Hercegovine na međunarodnom festivalu umjetnosti "Slavjanski bazar" u Bjelorusiji. Na jednom od najvećih festivala u Evropi Đorđa je uživo pratio Nacionalni akademski simfonijski orkestar Bjelorusije, koji je izveo njegov aranžman za kompoziciju "Zasp'o Janko pod jablanom". Đorđe je veliko iskustvo stekao radom sa elektronskim medijima. Radio je unazad tri godine na mnogobrojnim muzičkim projektima i bio spoljni saradnik Radio – televiziji Istočno Sarajevo i Radio – televiziji Republike Srpske. Učesnik je mnogih televizijskih emisija i projekata, a iza njega su i radio i televizijska gostovanja, intervjui, koncerti i nastupi.
Krajem 2012. godine komponovao je audio designe i audio identity Union Banke d.d. Sarajevo.
Zaposlen je u Osnovnoj školi „Skender Kulenović“ u Sarajevu kao nastavnik muzičkih predmeta.

## Spisak djela akademske (umjetničke) muzike[13]

### 2010.
- Đ. Jovančić - "Moj Balkan", svita za harmoniku

Praizvedena 09. juna 2010. godine u Sarajevu (BiH)
- Đ. Jovančić - "Igra", minijatura za solo flautu

Praizvedena 09. juna 2010. godine u Sarajevu (BiH)
- Đ. Jovančić - "Oj devojče, devojče", solo pjesma za jedan glas i klavir

Praizvedena 09. juna 2010. godine u Sarajevu (BiH)
- Đ. Jovančić - "Sa Stare Planine", igre za flautu i klavir

Praizvedena 09. juna 2010. godine u Sarajevu (BiH)
- Đ. Jovančić (priredio) - "Lepe moje crne oči", pjesma za dva glasa

Praizvedena 09. juna 2010. godine u Sarajevu (BiH)

### 2011.
- Đ. Jovančić - "Just a minute and a half" za klavir solo

Praizvedena 09. novembra 2012. godine u Opatiji (Hrvatska)
Izvedena u Carnegie Hall-u 31. januara 2013. godine u New York-u (SAD)
- Đ. Jovančić - "Dvije stvari ispunjavaju dušu..." za tenor i flautu

### 2012.
- Đ. Jovančić - "Fragment u vremenu", za flautu i klavir
- Đ. Jovančić - "Šest komada za klavir"

### 2013.
- Đ. Jovančić - "Fragment", za kvartet harmonika i udaraljke

Praizvedena 05. januara 2013. godine u Narodnom pozorištu Sarajevo (BiH)

## Muzičko - scenski projekti

### 2011.
- Prvi srpski etnomjuzikl "Toplik" (muzika, scenario i režija)[16]

Premijerno odigran 11. januara 2011. godine u Istočnom Sarajevu.
Radnja etnomjuzikla "Toplik" je smještena u jednu skromnu sobu i u samo jedan dan. U njemu je Đorđe jednog dana pronašao na polici čudnu knjigu koja mu je promijenila pogled na život. U njoj je pronašao spise starca Pantelije, koji na njega ostavljaju veliki utisak. Tom prilikom Đorđe spoznaje hrišćanske vrijednosti, kojima se pokušava voditi kroz dalji život. On cijeli dan čita, piše i stvara, a sve što se dešava na pozornici odraz je njegovih misli.

### 2012.
- "Veliki Božićni koncert" (orkestarski i vokalni aranžmani, scenario i režija)[17]

Premijerno izveden 30. decembra 2011. godine u Istočnom Sarajevu.

## Ostali radovi
- Komponovao audio designe i audio identity Union Banke d.d. Sarajevo (decembar 2012. godine)

## Pjesme za djecu
- "Ljubavna krila" ("Prvi aplauz", Banjaluka 2009. godine)
- "Kao u bajci" ("Dječja mašta može svašta", Brčko 2010. godine - GRAND PRIX)[18]
- "San" ("Đurđevdanski festival dječje pjesme" Banjaluka 2010. godine)[19]
- "Najljepše je biti dijete" ("Đurđevdanski festival dječje pjesme" Banjaluka 2011. godine)[20]
- "Moj svijet muzike" ("Đurđevdanski festival dječje pjesme" 2012.; "Slavjanski bazar" 2012)[21]
- "Pjesma o leptiru" (Internacionalni dječji festival "Šta se pjesom sanja" Goražde 2012 - GRAND PRIX)[22]
- "Pjesma o školi"
- "Novogodišnja pjesma"
- "Uspavanka za brata i seku"
- "Sedam osmina" za dječji hor i klavir

## Singlovi
- "Pogled u oči" (Muzika i tekst: Đorđe Jovančić, Aranžman: Adnan Mušanović; GRAND PRIX festivala "Prvi aplauz" 2008. godine)[3]
- "Ljubavi" (Muzika i tekst: Đorđe Jovančić, Aranžman: Adnan Mušanović; Festival "Stari grad" Novi Pazar)
- "Da l' još sanjam" (Muzika, tekst i aranžman: Đorđe Jovančić)

## Diskografija
- DVD "Etnomjuzikl Toplik"

## Spoljašnje veze
- www.djordjejovancic.com